# Хронология украинского повстанческого движения (1947)
Ниже приведён список событий, связанных с участием Организации украинских националистов, Украинской повстанческой армии и других украинских националистических организаций за 1947 год.

## Январь
- 19 января — поисковая группа МГБ захватила схрон в селе Гаи-Шевченковские в Тернопольской области. Четверо повстанцев (в том числе командир военного округа «Лысоня» УПА-Запад Владимир Якубовский-«Бондаренко») смогли прорваться. Погибла деловодка штаба Теодозия Подгайная–«Дарка», которая прикрывала отход и уничтожила военного[1].
- 21 января — на хуторе Диброва близ Коропца Монастырисского района (позже хутор был присоединен к пгт. Коропец) в бою со спецгруппой МГБ убит Петр Хамчук (Быстрый) куренной УПА, командир 18-го Тактического отдела «Стрипа»[2].
- 23 января — штурм спецгруппой МГБ схрона в селе Жуков Бережанского района Тернопольской области. Погибли шеф Службы Безопасности ОУН Николай Арсенич-«Березовский», его жена женреферент крайпровода ОУН-Львов Анна Гунько-«Вера», связная ЦП ОУН Стефания Галушко-«Наталка» и охранник Арсенича)[3][4][5].
- 27 января — надрайонная проводница женской сетки ОУН и Украинского Красного Креста Ольга Одинская–«Оксана»[укр.] пыталась застрелиться при попытке арестовать ее в райцентре Коломыя, получила тяжелое ранение и вскоре скончалась[6].

## Март
- 27 марта — повстанцами был убит майор Беляев, районный начальник МГБ в Заболотове[7].
- 28 марта — в районе села Яблоньки (гмина Балигруд, Польша) боевики УПА из сотни «Хрена» (майор УПА Степан Стебельский) атаковали конвой в котором ехал заместитель министра обороны Польши Кароль Сверчевский. На конвой генерала (два грузовика, 32 солдата) напало более 150 националистов с пулемётами и миномётами. В ходе завязавшейся перестрелки польские солдаты попытались атаковать позиции противника, однако были вынуждены отступить. Солдаты отошли за соседний рубеж, оставив на поле боя троих убитых — генерала Сверчевского, его водителя — капрала Стефана Стшельчика[пол.] и подпоручика Юзефа Крысинского[пол.]. Часть солдат охватила паника. Двое партизан подбежали к покинутым автомобилем, но не нашли у них — вопреки ожиданиям — ни одного снаряжения. Когда вскоре подъехал ещё один автомобиль с группой польских солдат, уповцы отступили. Из польских газет Стебельский узнал, кто погиб от его рук. Таким образом, случайная засада принесла сотне «Хрена» успех, благодаря которому она с тех пор стала самыми известным подразделением УПА в Польше[8][9].

## Апрель
- 1 апреля — на место гибели Кароля Сверчевского прибыла следственная комиссия под охраной пограничников. Сотня УПА «Ударники-3» под командованием «Бора» устроила засаду, перебив, порядка до 30 человек[10][11].
- 24 апреля — заместитель начальника Генерального штаба Войска Польского генерал-майор Стефан Моссор издал приказ командирам дивизий и полков осуществить массовые аресты украинского гражданского населения, заподозренного в сотрудничестве с подпольем УПА[12].

## Май
- 30 мая — повстанцами убит 1-й секретарь Олевского РК КП(б)У Кухаренко. В тот же день убит начальник Бродовского РО МГБ майор Никитин и председатель Бродовского горсовета Дримуга[7].

## Июнь
- 13 июня — в Бещадах близ села Завадка, во время пробы прорыва к чехословацкой границе попал в запланированную подразделениями 1-й пехотной дивизии ВП засаду и был убит командир сотни «Ударники-6» Ярослав Коцелек-"Крылач"[13].
- 17 июня — в бою с ротой внутренних войск МВД, пробиваясь из окружения, в Козовском районе Тернопольской области погиб майор УПА Владимир Якубовский («Бондаренко»), командующий 3-м военным округом УПА-Запад «Лысоня». Помимо него были убиты окружной референт СБ Михаил Криль-«Миша», надрайонный референт СБ-ОУН Станислав Кыкиш-«Рысь», боевики СБ Иван Мороз-«Остап» и Фёдор Бернатович-«Лищина»[14].

## Июль
- 29 июля — агенты МГБ в результате операции с подставными участниками «боёвок» вышли на Николая Якимчука (Ковтонюка), командира округа «Туров», начальника охраны Клячкивского. Окружённый Якимчук застрелился в схроне в с. Борохов Киверцовского района Волынской области[15].

## Август
- 3 августа — в селе Телячье Подгаецкого района погиб майор УПА, краевой проводник ОУН Подольского края, командир ВО-3 «Лысоня» Осип Беспалько («Андрей», «Задорожный», «Остап»). В схроне после одночасового боя со спецгруппой НКВД, застрелился из собственного пистолета[16].
- 7 августа — нападение боёвки ОУН (командир — Федор Довбуш-«Стрела») на село Трудовач Львовской области. Партизаны обстреляли из автоматов помещение местного комсомольского клуба, где как раз проводилось собрание. Погибли 6 комсомольских активистов и вожак отдела пионеров Краснянского РК ЛКСМУ Бутенко[17][18].
- 18 августа — в 7.30 утра в Коломые был убит шедший на работу директор бумажной фабрики Борис Тай. В поисках виновных функционеры МГБ провели такие массовые аресты работников фабрики, что на предприятии не хватало профессиональных кадров[7].
- ?? августа — на территории Чехословакии живым захвачен сотник УПА Иван Белейович («Дзвинчук»)[укр.], руководитель группы курьеров. Позже передан чехословаками МГБ СССР[19].

## Сентябрь
- 4 сентября — в ходе рейда УПА в американскую зону оккупации Германии, на территории Чехословакии, войсками коммунистической Чехословакии был захвачен в плен сотенный УПА оперативной группы «УПА-Запад» — Владимир Щигельский-«Бурлака». Захват в плен «Бурлаки» чехи считали большой победой. Эту новость сообщали газеты и объявления на витринах магазинов. Для получения максимального пропагандистского успеха даже был снят краткий документальный фильм[20].
- 7 сентября — вблизи села Верхрата[укр.] Любачевского района польские военные обнаружили подземный схрон с 11 боевиками УПА и штурмовали его. Поляки забросали бункер гранатами, травили людей парализующим газом. Среди погибших был сотник УПА, заместитель командира куреня «Месники» — Иван Шиманский-«Шум»[укр.]. Погибших перевезли во двор больницы в Любачев. Четверо раненых повстанцев впоследствии приговорены военным трибуналом к смертной казни, которую 28 ноября исполнили в Ряшеве. Остальные повстанцы погибли. Одного повстанца осудили на пожизненное заключение. Рядом с бункером «Шума» был обнаружен ещё один схрон, где находился четовой Дмитрий Бабик («Сурма») из Монастыря с пятью повстанцами. Все они погибли[21].

## Октябрь
- 4 октября — четверо повстанцев, вооруженных ППШ, гранатами и пистолетами, вошли в село Катериновка Каменского района Черкасской области. Партизаны ворвались в помещение сельсовета, где уничтожили портреты советских партийных лидеров, порвали советский флаг и разбили кассу, забрав 600 рублей. В помещении местной канцелярии они разбили кассу колхоза, забрав из нее 1500 рублей, и забрали еще 2000 рублей у местного казначея. Перед уходом они разбрасывали по деревне националистические листовки[22].
- 21 октября — советская власть провела наибольшую депортацию жителей Запада Украины в Сибирь под названием операция «Запад». Обеспокоенное сложной ситуацией на Западе Украины, московское политическое руководство искало новые формы нейтрализации украинского национального движения. Депортация стала мощным и эффективным инструментом для расправы с украинскими националистами. Операция разрабатывалась сотрудниками МГБ по всем законам военной операции. Командовал ею заместитель министра внутренних дел УССР Дятлов. О ходе операции каждые шесть часов докладывали министру ГБ генералу Савченко и министру внутренних дел УССР генералу Строкачу. Во время выселения силовики обнаруживали подпольные тайники, изымали оружие, националистическую литературу и антисоветские листовки, пленили участников подполья. Имущество выселенцев конфисковывалось и передавалось в государственную собственность. На следующий день первые поезда отправились в отдаленные районы СССР. Всех депортированных ждали каторжные работы на рудниках и в колхозах Сибири. Операция "Запад" стала одной из самых массовых и краткосрочных депортаций западных украинцев. Однако она была не первой и не последней. Всего с 1944 по 1953 год на Западе Украины было репрессировано более 500 тысяч человек[23].
- 28 октября — группа из восьми повстанцев под руководством «Андрея» вошла в село Мигалки. Партизаны прибыли в тот момент, когда там проходило собрание местного партийного актива. Они раздали двадцать националистических листовок 70-ти лицам, собравшимся в зале. На глазах у всех они уничтожили портреты советских лидеров, забрали обувь одного человека (оставив уничтоженную свою) и отступили[24].